# Црвена Река
Црвена Река је насеље у Србији у општини Бела Паланка у Пиротском округу. Према попису из 2022. било је 503 становника (према попису из 1991. било је 404 (становника).
Приликом радова на коридору 10 у близини насеља, локалитет Кладенчиште, откривени су остаци још једне цркве старе 1700 година.
Кроз насеље пролази пут Ниш-Бела Паланка и железничка пруга Ниш-Бела Паланка-Пирот-Димитровград.
Кроз насеље протиче река Црвена река .
Село је добило водовод крајем 1937.
У насељу се налази православна црква Светих Ћирила и Методија.
У селу се налази Основна школа „Јован Аранђеловић”.

## Галерија
- Црква пут и школа
- Куће поред пута
- Кућа

## Демографија
У насељу Црвена Река живи 447 пунолетних становника, а просечна старост становништва износи 46,7 година (44,8 код мушкараца и 48,6 код жена). У насељу има 208 домаћинстава, а просечан број чланова по домаћинству је 2,42.
Ово насеље је углавном насељено Србима (према попису из 2011. године).
|  |

| Демографија | Демографија | Демографија |
| Година      | Становника  | Становника  |
| ----------- | ----------- | ----------- |
| 1948.       | 261         |             |
| 1953.       | 281         |             |
| 1961.       | 413         |             |
| 1971.       | 321         |             |
| 1981.       | 357         |             |
| 1991.       | 404         | 401         |
| 2002.       | 303         | 304         |
| 2011.       | 355         |             |
| 2022.       | 503         |             |

| Етнички састав према попису из 2002.‍ | Етнички састав према попису из 2002.‍ | Етнички састав према попису из 2002.‍ | Етнички састав према попису из 2002.‍ | Етнички састав према попису из 2002.‍ |
| ------------------------------------ | ------------------------------------ | ------------------------------------ | ------------------------------------ | ------------------------------------ |
|                                      |                                      |                                      |                                      |                                      |
| Срби                                 | Срби                                 |                                      | 271                                  | 89,43%                               |
| Роми                                 | Роми                                 |                                      | 27                                   | 8,91%                                |
| непознато                            | непознато                            |                                      | 5                                    | 1,65%                                |

| Година пописа     | 1948. | 1953. | 1961. | 1971. | 1981. | 1991. | 2002. |
| ----------------- | ----- | ----- | ----- | ----- | ----- | ----- | ----- |
| Број домаћинстава | 64    | 75    | 116   | 106   | 121   | 130   | 114   |

| Број чланова      | 1  | 2  | 3  | 4  | 5 | 6 | 7 | 8 | 9 | 10 и више | Просек |
| ----------------- | -- | -- | -- | -- | - | - | - | - | - | --------- | ------ |
| Број домаћинстава | 27 | 35 | 22 | 20 | 4 | 4 | 1 | 0 | 1 | 0         | 2,66   |

| Пол    | Укупно | Неожењен/Неудата | Ожењен/Удата | Удовац/Удовица | Разведен/Разведена | Непознато |
| ------ | ------ | ---------------- | ------------ | -------------- | ------------------ | --------- |
| Мушки  | 132    | 32               | 85           | 9              | 3                  | 3         |
| Женски | 132    | 19               | 87           | 24             | 1                  | 1         |
| УКУПНО | 264    | 51               | 172          | 33             | 4                  | 4         |

| Пол    | Укупно                    | Пољопривреда, лов и шумарство | Рибарство                            | Вађење руде и камена | Прерађивачка индустрија       |
| ------ | ------------------------- | ----------------------------- | ------------------------------------ | -------------------- | ----------------------------- |
| Мушки  | 54                        | 4                             | 0                                    | 0                    | 12                            |
| Женски | 33                        | 1                             | 0                                    | 0                    | 18                            |
| УКУПНО | 87                        | 5                             | 0                                    | 0                    | 30                            |
| Пол    | Производња и снабдевање   | Грађевинарство                | Трговина                             | Хотели и ресторани   | Саобраћај, складиштење и везе |
| Мушки  | 1                         | 4                             | 4                                    | 1                    | 9                             |
| Женски | 1                         | 0                             | 2                                    | 2                    | 1                             |
| УКУПНО | 2                         | 4                             | 6                                    | 3                    | 10                            |
| Пол    | Финансијско посредовање   | Некретнине                    | Државна управа и одбрана             | Образовање           | Здравствени и социјални рад   |
| Мушки  | 2                         | 0                             | 2                                    | 1                    | 1                             |
| Женски | 0                         | 0                             | 1                                    | 1                    | 4                             |
| УКУПНО | 2                         | 0                             | 3                                    | 2                    | 5                             |
| Пол    | Остале услужне активности | Приватна домаћинства          | Екстериторијалне организације и тела | Непознато            | Непознато                     |
| Мушки  | 10                        | 0                             | 0                                    | 3                    | 3                             |
| Женски | 0                         | 0                             | 0                                    | 2                    | 2                             |
| УКУПНО | 10                        | 0                             | 0                                    | 5                    | 5                             |